# Congregazione dei celestini

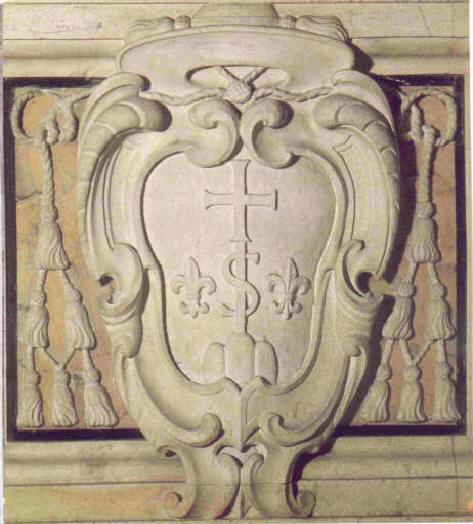
Lo stemma dell'ordine: una croce con una S (Spirito Santo) sull'asta inferiore

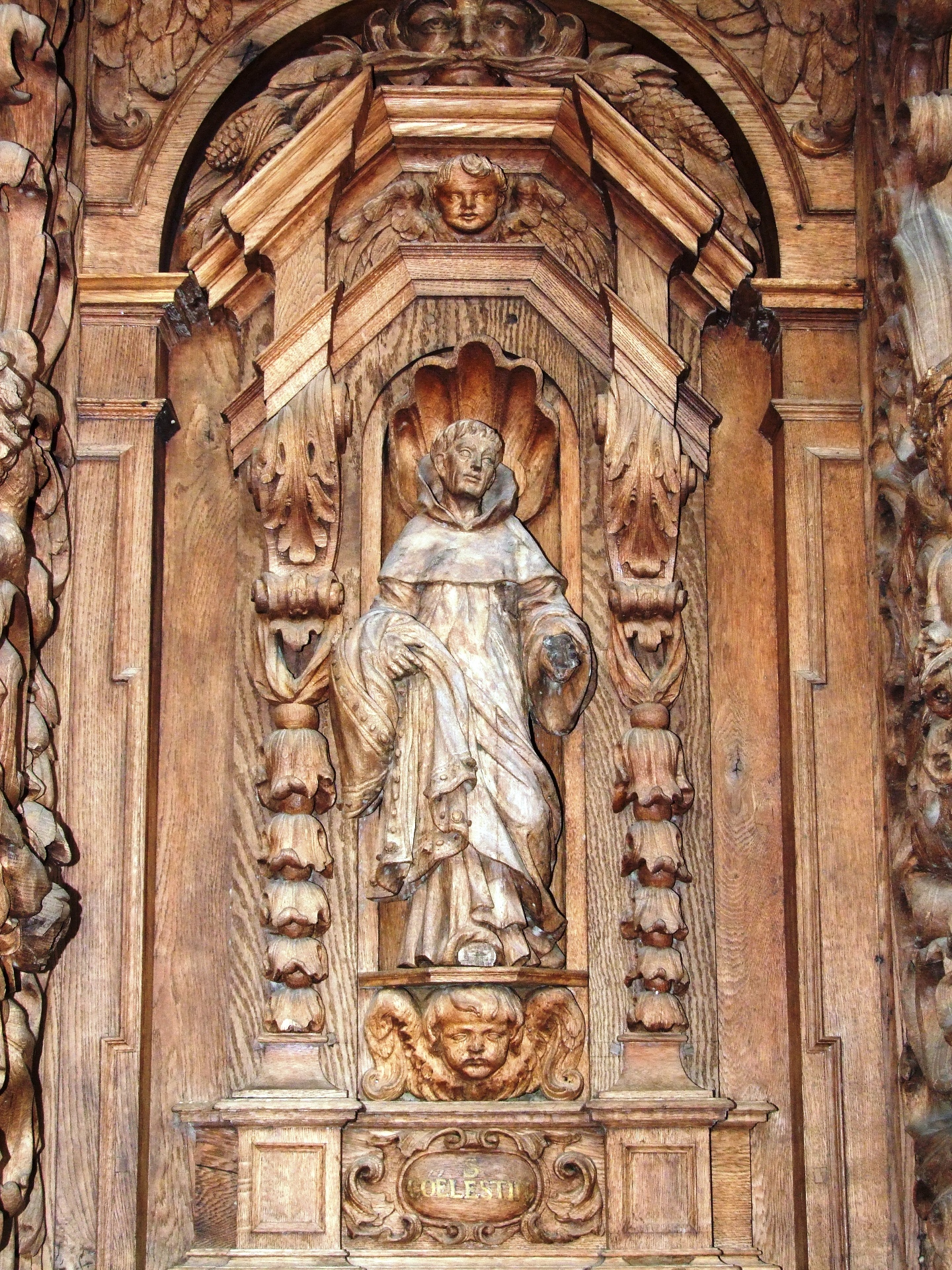
Celestino V

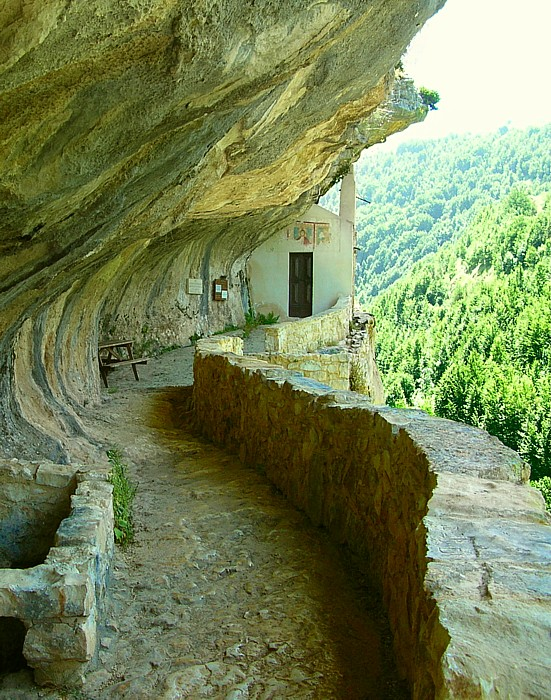
L'eremo celestiniano di San Bartolomeo in Legio, presso Santo Spirito a Maiella

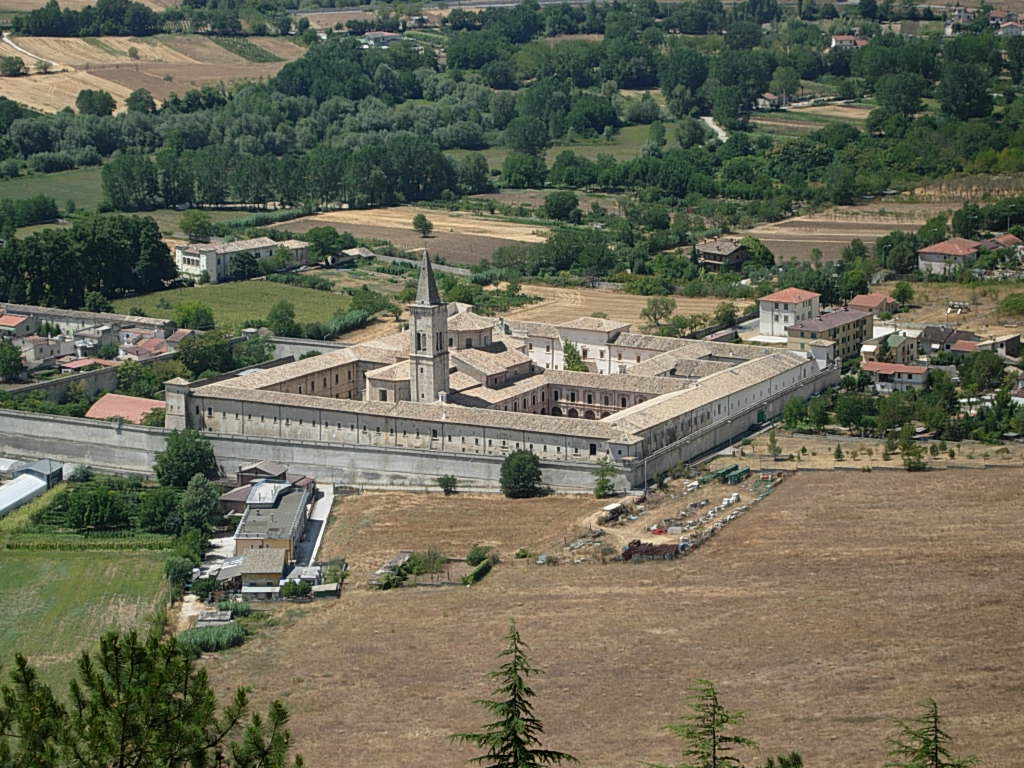
L'abbazia di Santo Spirito al Morrone, presso Sulmona

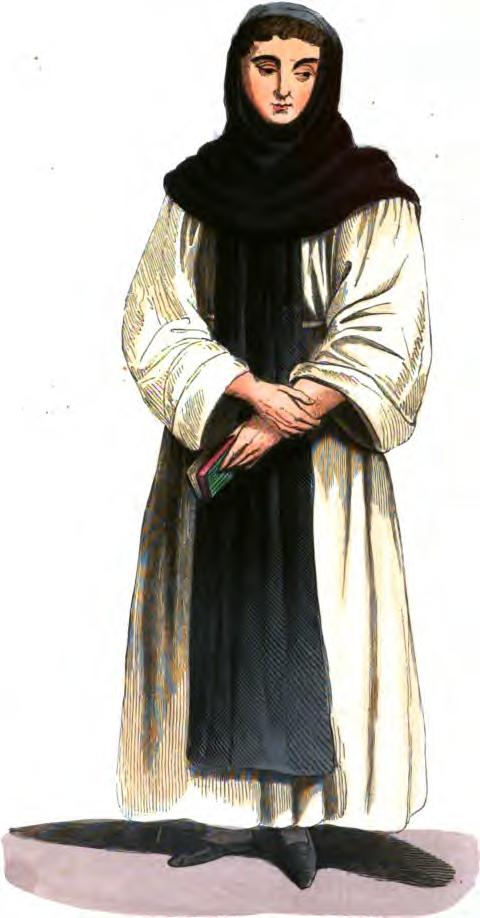
L'abito dei monaci celestini

La Congregazione dei celestini (in lingua latina Congregatio o anche Ordo Coelestinorum, sigla O.S.B. Coel.) fu fondata da Pietro del Morrone: detti originariamente fratelli di Santo Spirito o majellesi (dall'eremo di Santo Spirito a Maiella, loro primo insediamento) e poi morronesi (dal monastero del Morrone, sede dell'abate generale della congregazione), i monaci assunsero il nome di celestini dopo il pontificato e la canonizzazione del fondatore (che fu papa con il nome di Celestino V). 

## Le origini
Attorno al 1240 il monaco benedettino Pietro, proveniente dall'abbazia molisana di Santa Maria di Faifoli, si stabilì sulla Maiella allo scopo di rafforzare l'osservanza regolare per mezzo di una vita eremitica. Qualche anno più tardi fondò, presso il castrum di Roccamorice, l'eremo di Santo Spirito a Maiella: la tradizione ne fa risalire la fondazione al 29 agosto 1248 (festa della decollazione del Battista).
Attorno a Pietro si sviluppò presto una comunità di eremiti, la cui esistenza è documentata per la prima volta il 23 maggio 1259, quando le autorità cittadine di Sulmona donarono ai frati Giacomo e Giovanni, rappresentanti legali di Pietro, un terreno in località Morrone; il 5 giugno successivo il vescovo di Valva e il capitolo di San Panfilo di Sulmona concessero agli eremiti il permesso di edificare una chiesa dedicata alla Vergine.
L'esperienza religiosa di Pietro e dei suoi discepoli aveva avuto fino ad allora un carattere indipendente e irregolare, ma il suo sviluppo comportò la necessità di istituzionalizzare la loro forma di vita e di ottenere il riconoscimento pontificio.

## L'approvazione di papa Urbano IV
Con la bolla Cum sicut del 1º giugno 1263, papa Urbano IV diede mandato al vescovo di Chieti di incorporare l'eremo di Santo Spirito all'ordine benedettino; il giorno seguente, con la bolla Sacrosancta Romana Ecclesia, il pontefice concesse alla comunità la protezione apostolica e ne confermò i beni.
Il documento è interpretato in diversi modi dagli storici: alcuni ne attribuiscono l'iniziativa al papa e inseriscono il mandato di Urbano IV in un contesto di scontro tra istanze eremitico-pauperistiche e inquadramento istituzionale da parte delle gerarchie ecclesiastiche, altri propendono per un riconoscimento giuridico perseguito da Pietro da Morrone e dai suoi compagni.
Poiché la diocesi di Chieti in quegli anni versava in una situazione difficile (era il periodo dello scontro tra Federico II e il papato), l'incorporazione della comunità nell'ordine benedettino tardò a essere effettuata. Nicola da Fossa, da poco insediato sulla sede vescovile di Chieti, diede esecuzione al mandato papale il 21 giugno 1264.
Dal 1270 gli eremiti della Maiella cominciano ad acquisire un numero sempre più rilevante di proprietà: terreni, case e soprattutto enti ecclesiastici, spesso dotati di un discreto beneficio.

## La conferma dell'ordine di papa Gregorio X
La costituzione Religionum diversitatem nimiam del concilio di Lione II, che segnò la fine della proliferazione delle istituzioni religiose (confermò i frati minori e i predicatori ma congelò la situazione degli eremitani e dei carmelitani in attesa di ulteriori decisioni): benché le comunità dipendenti da Santo Spirito a Maiella (sparse nelle diocesi di Chieti, Sulmona, Isernia, Anagni, Ferentino e Sora) fossero inquadrate entro l'ordine benedettino e non avessero quindi nulla da temere, Pietro si recò a Lione per difendere la sua posizione (probabilmente perché c'erano dubbi sulla legittimità dell'incorporazione effettuata dal vescovo Nicola, ormai entrato in contrasto con il papa).
Il 22 marzo 1275 papa Gregorio X rilasciò alla comunità un privilegio (Religiosam vitam) che sancì il passaggio di quello che ormai era definito l'Ordo Sancti Spiritus de Maiella da realtà eremitica a ordine monastico costituente, all'interno del composito ordine benedettino, un gruppo religioso con consuetudini ben precise.

## Espansione della congregazione
I monasteri dipendenti da santo Spirito a Maiella si diffusero rapidamente in Abruzzo, Molise, Terra di Lavoro, Capitanata e Lazio (i cosiddetti majellesi ottennero anche i monasteri romani di San Pietro in Montorio e Sant'Eusebio all'Esquilino): la crescita insediativa dell'ordine determinò la necessità di una migliore organizzazione interna il cui aspetto più evidente è l'istituzione della carica di abate generale. La necessità di continui contatti dei monasteri con l'abate generale portò (tra il 1292 e il 1293) al trasferimento della sede generalizia da Santo Spirito a Maiella al monastero di Santo Spirito al Morrone, presso Sulmona. Pietro del Morrone divenne un personaggio molto noto e il 5 luglio 1294 venne eletto papa: parecchi monaci del suo ordine vennero chiamati a ricoprire importanti cariche presso la curia romana. Bartolomeo da Trasacco divenne camerario, mentre Francesco Ronci e Tommaso di Ocre vennero creati cardinali. 
Pietro assunse il nome di Celestino V e con la lettera Etsi cunctos (27 settembre 1294) confermò gli statuti morronesi e assegnò all'abate generale prerogative quasi vescovili. Il suo successore Bonifacio VIII nel 15 maggio 1297 confermò, con la bolla In eminenti, l'immediata dipendenza dell'abbazia di Santo Spirito alla Chiesa romana.
Dal pontificato del fondatore l'ordine non trasse reali benefici e l'unico monastero eretto in quegli anni è quello di Santa Maria della Civitella di Chieti.
Nel 1274 i Celestini si installarono a Mantova, presso l'antico oratorio di Sant'Anna ai prati del Redevallo.
Agli inizi del Trecento l'ordine si diffuse nella Francia settentrionale e in Lombardia: l'insediamento dei celestini oltralpe non fu deciso in seno all'ordine, ma fu voluto da Filippo IV il Bello al fine di nobilitare la figura di Celestino V, considerato vittima del suo avversario Bonifacio VIII; fu il sovrano a fornire terre, denaro e mezzi ai monaci per fondare le abbazie di Santa Maria di Ambert, nella foresta d'Orléans, e di San Pietro di Mont-de-Chastres, nella foresta di Compiègne. Guglielmo de Longhi, che da papa Celestino aveva ricevuto la porpora cardinalizia, fece fondare a Bergamo il monastero di San Nicolò di Plorzano, affidato ai monaci morronesi; fu probabilmente lo stesso cardinale, grande promotore del culto di san Pietro Celestino, a favorire l'insediamento dei monaci anche a Milano, dove i celestini ottennero nel 1317 una chiesa e degli edifici già appartenenti ai serviti, posti nella zona di Porta Orientale.
Nel capitolo generale del 1320 vennero elaborate le costituzioni approvate il 25 marzo 1321 da papa Giovanni XXII con la bolla Solicitudinis pastoralis. La struttura organizzativa venne modellata su quella degli ordini cistercense e minoritico: al vertice della congregazione, inquadrata nell'Ordine benedettino, era posto l'abate di Santo Spirito di Sulmona; i singoli monasteri erano retti da un priore che, assieme a un delegato per ogni monastero, formavano il capitolo generale che si riuniva ogni tre anni per eleggere il nuovo abate generale.
I regolamenti dei monaci imponevano l'astinenza perpetua dalle carni e la recita del mattutino durante la notte; l'abito dei monaci era costituito da tonaca bianca con scapolare, cappuccio e cocolla neri.

## Decadenza e soppressione
Subito dopo il 1320, l'ordine intraprese una forte espansione e, nel corso del XIV secolo, i celestini fondarono monasteri in quasi tutta l'Italia centro-settentrionale, infittirono la rete delle presenze in Italia meridionale (esclusa la Sicilia).
I celestini arrivarono a contare in Francia circa venti monasteri, che ottennero poi da papa Clemente VII il permesso di costituirsi in congregazione autonoma. Altre case vennero stabilite in Boemia e Germania, ma vennero tutte dissolte con la riforma protestante. La congregazione francese scomparve con la Rivoluzione; i monasteri del Regno di Napoli furono soppressi nel 1807,  mentre quelli nel resto d'Italia nel 1810.
Sopravvissero solo due monasteri femminili: quello di San Basilio all'Aquila e quello di San Ruggero a Barletta (il ramo femminile dell'ordine è ancora esistente).
Dei tentativi di ricostituire l'ordine vennero effettuati da Giovanni Aurélien nel 1873 e da Achille Fosco nel 1935, ma entrambi fallirono.